# Ланджаніст
Ланджаніст (вірм. Լանջանիստ) — село в марзі Арарат, у центрі Вірменії. Село розташоване за 32 км на схід від міста Арарат, за 23 км на схід від міста Веді, за 6 км на схід від села Шахап та за 4 км на північний захід від села Лусашох.